# Bochumské železárny Heintzmann

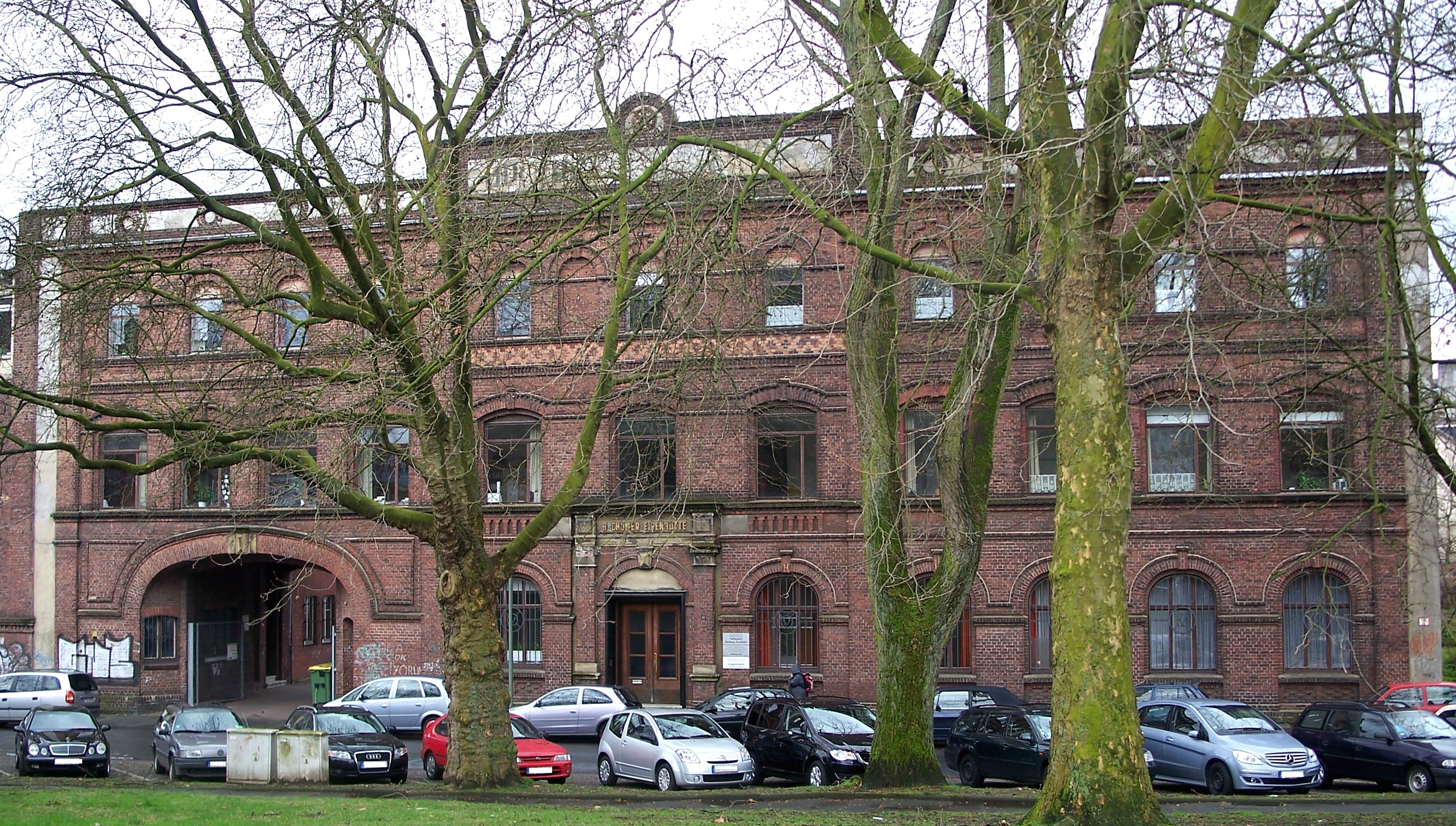
Administrativní budova z roku 1899

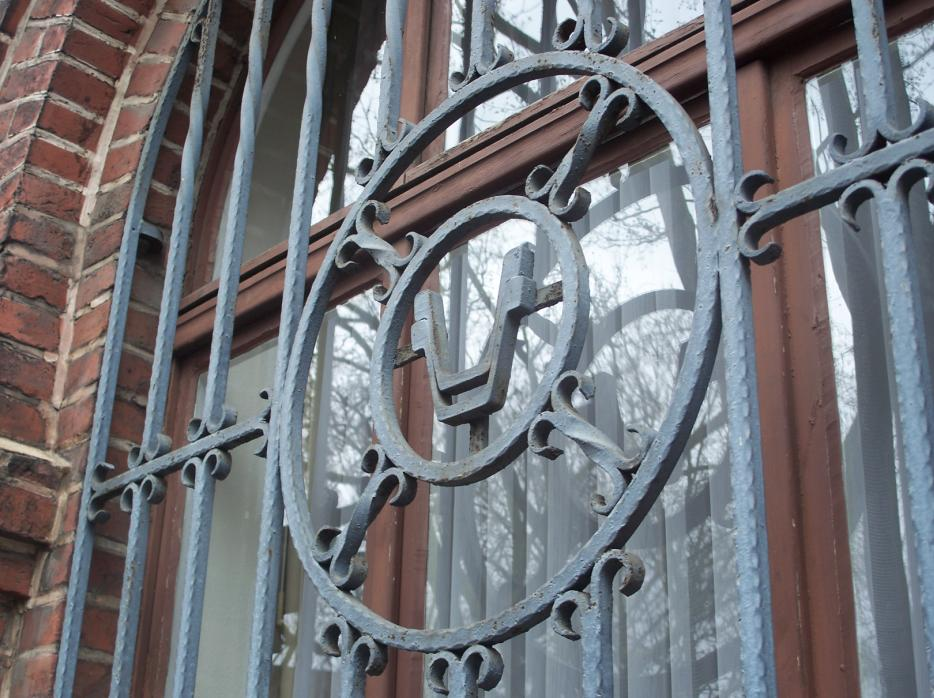
Log Bochumer Eisenhütte na okenní mříži

Bochumer Eisenhütte Heintzmann GmbH & Co. KG jsou železárny v Bochumi vyrábějící výztuže, kotevní techniku a hydraulické stojky určené pro hornictví a výstavbu tunelů. Fonetický přepis názvu firmy se stal v českých zemích synonymem pro obloukovou důlní ocelovou výztuž – hajcman.

## Vznik
Bankéř Karl Korte založil společně s právníkem Egmontem Heintzmannem (*29. dubna 1806 – 24. června 1874) a dvorním radou Moritzem Böllingem dne 17. května 1851 slévárnu železa Korte & Co. Firma se brzy proslavila jako dodavatel strojů a dalšího příslušenství pro těžební průmysl. V roce 1867 zde již pracovalo 90 zaměstnanců.

## Změna
V roce 1874 bankéř Korte ze společnosti odešel; jeho podíl převzal inženýr Albert Dreyer, který ve společnosti pracoval od roku 1860. Společnost se přejmenovala na Bochumer Eisenhütte Heintzmann und Dreyer. Od roku 1890 se firma zabývala i výrobou pro koksárenský průmysl, jako byly lisy a izolační dveře pro koksárenské baterie. Po první světové válce firma zaměstnávala 500 dělníků a technických pracovníků. Název společnosti byl změněn na Bochumer Eisenhütte Heintzmann & Co., GmbH.

## Přelomový vynález
Díky vrchnímu řediteli loděnic Heinrichu Toussaintovi z Berlína a majiteli Egmontu Heintzmannovi začaly železárny v roce 1930 vyrábět ocelové tyče korýtkového profilu, které byly použity na výrobu rovných důlních ocelových stojek. Na stojce byly použity dva různé profily: vnější a vnitřní.
V roce 1932 použili korýtkový profil i na obloukovou důlní výztuž. Toto řešení si Heinrich Toussaint nechal patentovat v USA, o den později jako „Železné ostění dolu pomocí jednotlivých, prstencových nebo obloukových profilů" společně s Bochumer Eisen Heintzmann i v Německu. Oblouk výztuže byl také montován z vnějšího a vnitřního profilu, tzv. párových profilů. V roce 1949 došlo k úpravě tvaru; korýtkový profil, který připomínal písmeno „U“, byl rozevřen a jeho tvar se přiblížil zvonkovitému profilu, který připomíná písmeno „V“. Změna tvaru umožnila sestavování oblouku výztuže z jednoho typu profilu. Profil byl po vynálezcích pojmenovaný jako „TH profil“; umožňoval pevné spojení segmentů obloukové výztuže pomocí třmenů, které byly systémovou součástí. Výztuž má definovanou pružnost i mez prokluzu spojů, které zabraňují poškození výztuže.

## Dnes
V průběhu let firma provedla několik akvizic a založila dceřiné společnosti. Heintzmann Gruppe je aktivní na mezinárodní úrovni, ale těžiště její činnosti není ve strojírenství. Je znatelný příklon ke stavebnictví: nabízí především stavební materiály a související služby.